# Iaia Forte
Iaia Forte, seudónimo de Maria Rosaria Forte (Nápoles, 16 de marzo de 1962), es una actriz y directora de escena italiana.

## Biografía
Comenzó a estudiar violín en el conservatorio, antes de graduarse en el Centro Experimental de Cine en 1987. En el cine, debutó en 1986. Después de algunos papeles menores, interpretó Libera de Pappi Corsicato, con quien también trabajó en las películas I buchi neri, I vesuviani, Chimera e Il seme della discordia. En el cine también trabajó con Mario Martone, Maurizio Nichetti, Marco Ferrer, Tonino De Bernardi, Renato De Maria y Marco Risi, obteniendo varios premios. Entre los papeles interpretados a lo largo de su carrera, cabe mencionar el de Trumeau en La gran belleza de Paolo Sorrentino (2013), película ganadora del premio Oscar a la mejor película extranjera.
Debutó en el teatro en 1989, en la obra de Eduardo De Filippo Ha da passà 'a nuttata. Colaboró durante mucho tiempo con la compañía de teatro napolitana "Teatri Uniti". Ha trabajado con varios directores, como Leo de Berardinis, Mario Martone, Carlo Cecchi, Federico Tiezzi, Emma Dante, Luca Ronconi y Pappi Corsicato. Ganó el Premio de la Crítica a la mejor actriz por El misántropo de Molière, donde actuó siendo dirigida por Toni Servillo. En 2005, se produjo su debut como directora de escena, con Corpo celeste. Junto con Clara Gebbia, trabaja en proyectos experimentales ideados y producidos por la compañía "Teatro Iaia". Llevó al escenario el libro Todos tienen razón (Hanno tutti ragione) de Paolo Sorrentino.
En la televisión, ha trabajado en dos programas de Rai 3 y en varias series.
Su pareja es el también actor italiano Tommaso Ragno.

## Filmografía

### Cine
- Grandi magazzini, de Castellano y Pipolo (1986)
- Il burbero, de Castellano y Pipolo (1986)
- Separati in casa, de Riccardo Pazzaglia (1986)
- Stradivari, de Giacomo Battiato (1988)
- 'o Re, de Luigi Magni (1989)
- Ladri di futuro, de Enzo Decaro (1991)
- Baby gang, de Salvatore Piscicelli (1992)
- Rasoi, de Mario Martone (1993)
- Libera, de Pappi Corsicato (1993)
- Piccoli orrori, de Tonino De Bernardi (1994)
- I buchi neri, de Pappi Corsicato (1995)
- Il cielo è sempre più blu, de Antonello Grimaldi (1996)
- Nitrato d'argento, de Marco Ferreri (1996)
- Luna e l'altra, de Maurizio Nichetti (1996)
- Hotel Paura, de Renato De Maria (1996)
- I vesuviani (episodio: La stirpe di Iana), de Pappi Corsicato (1997)
- La Venere di Willendorf, de Elisabetta Lodoli (1997)
- Teatro di guerra, de Mario Martone (1998)
- Abbiamo solo fatto l'amore, de Fulvio Ottaviano (1998)
- Appassionate, de Tonino De Bernardi (1999)
- Oltremare - Non è l'America, de Nello Correale (1999)
- La vita altrui, de Michele Sordillo (2000)
- Chimera, de Pappi Corsicato (2001)
- Tres esposas (Tre mogli), de Marco Risi (2001)
- Paz!, de Renato De Maria (2002)
- Bimba - È clonata una stella, de Sabina Guzzanti (2002)
- Notturno bus, de Davide Marengo (2007)
- Il seme della discordia, de Pappi Corsicato (2008)
- No problem, de Vincenzo Salemme (2008)
- Tris di donne e abiti nuziali, de Vincenzo Terracciano (2009)
- La bella gente, de Ivano De Matteo (2009)
- Notizie degli scavi, de Emidio Greco (2010)
- Se sei così ti dico sì, de Eugenio Cappuccio (2011)
- Il volto di un'altra, de Pappi Corsicato (2012)
- Miele, de Valeria Golino (2013)
- La gran belleza (La grande bellezza), de Paolo Sorrentino (2013)
- La nostra terra, de Giulio Manfredonia (2014)
- La vita oscena, de Renato De Maria (2014)
- Il giovane favoloso, de Mario Martone (2014)
- Ho ucciso Napoleone, de Giorgia Farina (2015)
- Amori che non sanno stare al mondo, de Francesca Comencini (2017)
- Una festa esagerata, de Vincenzo Salemme (2018)
- Loro, de Paolo Sorrentino (2018)
- Euforia, de Valeria Golino (2018)
- La prima pietra, de Rolando Ravello (2018)
- Dolceroma, de Fabio Resinaro (2019)
- 5 è il numero perfetto, de Igort (2019)
- Qui rido io, de Mario Martone (2021)
- Oltre il confine, de Alessandro Valenti (2022)
- Natale a tutti i costi, de Giovanni Bognetti (2022)
- Nata per te, de Fabio Mollo (2023)

### Televisión
- La TV delle ragazze - programa de televisión (Rai 3, 1988-1989)
- Avanzi, de Franza Di Rosa - programa de televisión (Rai 3, 1991-1993)
- Distretto di Polizia, de Antonello Grimaldi - serie de televisión, episodio 2x21 (2001)
- Amanti e segreti, de Gianni Lepre - miniserie de televisión (2004)
- Il vizio dell'amore - serie de televisión, 1 episodio (2006)
- Tigri di carta, de Dario Cioni - miniserie de televisión (2008)
- Baciati dall'amore - serie de televisión, 6 episodios (2011)
- Sotto copertura - La cattura di Iovine, de Giulio Manfredonia – serie de televisión (2015)
- Squadra antimafia - Palermo oggi, de Renato De Maria y Samad Zarmandili - serie de televisión, 8ª temporada (2016)
- Vivi e lascia vivere, de Pappi Corsicato - serie de televisión (2020)
- Svegliati amore mio, de Simona Izzo y Ricky Tognazzi – miniserie de televisión, episodios 1 y 3 (2021)

### Cortometrajes
- Questione di gusti, de Pappi Corsicato (2009)
- Armandino e il Madre, de Valeria Golino (2010)
- Che cos'è la notte, de Marco Savatteri (2020)

## Teatro
- Ha da passà 'a nuttata, dirigido por Leo De Berardinis (1989)
- Rasoi, dirigido por Mario Martone (1993-1994)
- Los persas, dirigido por Mario Martone (1994)
- El misántropo, dirigido por Toni Servillo (1995-1996)
- Hamlet, dirigido por Carlo Cecchi (1997)
- El sueño de una noche de verano, dirigido por Carlo Cecchi (1998)
- Medida por medida, dirigido por Carlo Cecchi (1999)
- Sik-Sik, l'artefice magico, di Eduardo De Filippo, dirigido por Carlo Cecchi (2000)
- La boda, dirigido por Carlo Cecchi (2000)
- Traición, dirigido por Valerio Binasco (2001)
- Ambleto, dirigido por Federico Tiezzi (2003)
- Le voci di dentro, dirigido por Alfonso Santagata (2004)
- Medea, dirigido por Emma Dante (2004)
- Corpo celeste, dirigido por Iaia Forte (2005)
- Il veleno, l'arte, dirigido por Iaia Forte (2005)
- Lo specchio del diavolo, dirigido por Luca Ronconi (2006)
- Troilo y Crésida, dirigido por Luca Ronconi (2006)
- Tartufo, dirigido por Carlo Cecchi (2007)
- Hérodiade, dirigido por Iaia Forte (2007)
- Los gigantes de la montaña, dirigido por Federico Tiezzi (2008)
- Eva Peron, dirigido por Pappi Corsicato (2008)
- Odissea Penelope, dirigido por Giuseppe Argirò (2009)
- Molly B - Tutti i miei si, dirigido por Carlo Cecchi (2010)
- Enea e Didone, dirigido por Eva Cantarella (2010)
- Promessi sposi alla prova, dirigido por Federico Tiezzi (2010-2011)
- Il sogno di Lisistrata, dirigido por Stefano Artissunch (2011)
- Hanno tutti ragione, dirigido por Iaia Forte (2013)
- Le operette morali, dirigido por Mario Martone (2014)
- Un bacio, dirigido por Ivan Cotroneo (2014)
- Carmen, dirigido por Enzo Moscato (2014)
- Tony 2, dirigido por Iaia Forte (2014)
- Pagoda 1, dirigido por Iaia Forte (2017)
- Tony Pagoda. Ritorno in Italia, dirigido por Iaia Forte (2018)
- Mine vaganti, dirigido por Ferzan Özpetek (2021-2022-2023)

## Premios y nominaciones
Festival Internacional de Cine de Venecia
| Año  | Categoría                          | Película                                                 | Resultado |
| ---- | ---------------------------------- | -------------------------------------------------------- | --------- |
| 2014 | AKAI International Film Fest Award | La vita oscena, Il giovane favoloso y The Show Mas Go On | Ganadora  |

David di Donatello
| Año  | Categoría               | Película       | Resultado |
| ---- | ----------------------- | -------------- | --------- |
| 1997 | Mejor actriz principal  | Luna e l'altra | Nominada  |
| 2002 | Mejor actriz secundaria | Paz!           | Nominada  |

Nastro d'argento
| Año  | Categoría               | Película       | Resultado |
| ---- | ----------------------- | -------------- | --------- |
| 1994 | Mejor actriz principal  | Libera         | Nominada  |
| 1997 | Mejor actriz principal  | Luna e l'altra | Ganadora  |
| 2002 | Mejor actriz secundaria | Tres esposas   | Nominada  |

Globo d'oro
| Año  | Categoría              | Película       | Resultado |
| ---- | ---------------------- | -------------- | --------- |
| 1993 | Mejor actriz principal | Libera         | Nominada  |
| 1996 | Mejor actriz principal | I buchi neri   | Nominada  |
| 1997 | Mejor actriz principal | Luna e l'altra | Ganadora  |

Ciak d'oro
| Año  | Categoría               | Película       | Resultado |
| ---- | ----------------------- | -------------- | --------- |
| 1994 | Mejor actriz secundaria | Rasoi          | Nominada  |
| 1997 | Mejor actriz principal  | Luna e l'altra | Ganadora  |
| 2002 | Mejor actriz secundaria | Paz!           | Nominada  |

Premio Sacher
| Año  | Categoría    | Película     | Resultado |
| ---- | ------------ | ------------ | --------- |
| 1996 | Mejor actriz | I buchi neri | Ganadora  |

Bellaria Film Festival
| Año  | Categoría                                     | Película       | Resultado |
| ---- | --------------------------------------------- | -------------- | --------- |
| 1995 | Premio Casa Rossa a la mejor actriz principal | Piccoli orrori | Ganadora  |
| 1996 | Premio Casa Rossa a la mejor actriz principal | I buchi neri   | Ganadora  |

Salerno Linea d'Ombra Festival
| Año  | Categoría            | Película | Resultado |
| ---- | -------------------- | -------- | --------- |
| 1997 | Premio Linea d'Ombra |          | Ganadora  |